# Symfonische suite (German)
De Symfonische suite The 'Leeds' is een compositie van de Brit Edward German.

## Geschiedenis
German kreeg naar aanleiding van zijn tweede symfonie de mededeling dat het eigenlijk geen symfonie was. De opzet van de traditionele Duitse symfonie ontbrak gedeeltelijk. Dit tastte het zelfvertrouwen van German aan en hij componeerde geen werk meer dat de titel symfonie meekreeg. In 1895 kreeg hij het verzoek een compositie op te leveren voor een muziekfestival in Leeds. Hij kwam met dit werk, dat de wat vage titel symfonische suite meekreeg. Het is vreemd genoeg meer een symfonie dan zijn tweede. De muzikale thematiek wordt beter uitgewerkt en het thema van het begindeel wordt aan het eind van de symfonie door het koperblazers als een soort statement naar voren gebracht.
De critici hebben in de geschiedenis wel gelijk gekregen. Na de première op 3 oktober 1895 werd het werk nog een paar maal uitgevoerd. Het werk viel echter uiteen, nadat bleek dat het romantische tweede deel (Valse gracieuse) steeds vaker los werd uitgevoerd. De typische Engelse wals is dan ook het enige deel dat uiteindelijk bij de uitgever terechtkwam. Bij de hieronder aangehaalde opname moesten de overige delen vanuit het manuscript gespeeld worden.

## Delen
- Prelude – (allegro moderato);
- valse gracieuse – (allegro grazioso)
- Elegie – (andante)
- Saltarello – (prestissimo).

Het derde deel bevat een solo voor een in die tijd nog opmerkelijk muziekinstrument, de altsaxofoon.

## Orkestratie
Alleen van de Valse is de instrumentatie bekend, maar voor de overige delen zal er weinig van afgeweken zijn
- 3 dwarsfluiten, 2 hobo's, 2 klarinetten, 2 fagotten
- 4 hoorns, 2 trompetten, 3 trombones, 1 tuba
- pauken en percussie
- harp en strijkorkest

## Bron en discografie
- Uitgave Dutton Vocalion: BBC Concert Orchestra o.l.v. John Wilson
- Novello voor orkestratie